# Awere (meteoryt)
Awere – meteoryt kamienny zaliczany do chondrytów oliwinowo-hiperstenowych L 4. Meteoryt spadł 12 lipca 1968 roku w Ugandzie w okolicach miejscowości Awere. Upadek meteorytu nastąpił około godziny 3.00 miejscowego czasu. Na miejscu spadku odnaleziono pojedynczy okaz o masie 134 g.